# All Media Guide

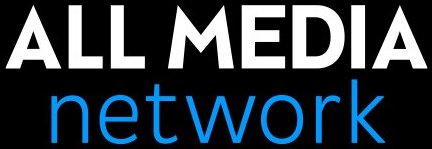
Logo przedsiębiorstwa

All Media Guide, AMG – przedsiębiorstwo, które posiada oraz utrzymuje AllMusic, AllMovie i AllGame. AMG powstało w 1990 dzięki Michaelowi Erlewine’owi. Firma została założona w Big Rapids, w celu stworzenia archiwum wszystkich plików muzycznych. W roku 1999 AMG przeniesiono do Ann Arbor.
AMG stworzyła obszerne bazy danych o filmach, grach, wydawnictwach muzycznych i książkach audio. Bazy są wykorzystywane do punktu sprzedaży systemów w dziesiątkach tysięcy sklepów na całym świecie.
W 2007 roku firma Macrovision ogłosiła zawarcie umowy zakupu wszystkich przewodników multimedialnych AMG.